# Weserfähre Lippoldsberg
Die Weserfähre Lippoldsberg ist eine saisonal betriebene Gierseilfähre für Fußgänger, Fahrradfahrer und Kraftfahrzeuge an der nordhessischen Oberweser. Sie verkehrt seit dem 14. Jahrhundert im Landkreis Kassel zwischen den Wesertaler Stadtteilen Lippoldsberg und dem Vorwerk in Gewissenruh.

## Lage
Die Fährstelle befindet sich an der Weser am Stromkilometer 31,75. Die nächsten Querungsmöglichkeiten der Weser befinden sich flussabwärts an Flusskilometer 36 mit der Weserfähre Wahmbeck und flussaufwärts an Flusskilometer 28 über die Weserbrücke in Gieselwerder. Für die beiden Wesertaler Stadtteile ist die Fähre für die Landwirtschaft von Bedeutung, da landwirtschaftliche Betriebe aus Lippoldsberg auf der gegenüberliegenden Uferseite ca. 180 Hektar Land bewirtschaften. Zweiter Schwerpunkt des Fährbetriebes ist der Freizeitverkehr.

## Geschichte
Als 1330 im nahen Gottsbüren der angebliche Leichnam Jesu Christi gefunden wurde, entwickelte sich der Ort zu einer Wallfahrtstätte. Damit die rasch zunehmende Zahl der Pilger den Wallfahrtsort einfacher erreichen konnten, wurde zwischen 1331 und 1334 eine Fährverbindung in Lippoldsberg geschaffen.
Gleichzeitig wurde an der Fährstelle, die zugleich Grenze zwischen dem Herzogtum Braunschweig-Lüneburg und Kurmainz war, eine Zollstelle eingerichtet. Die frühesten überlieferten Pachtrechnungen aus den Jahren 1334 bis 1338 nennen den Ritter bzw. Amtmann der eigens errichteten Zappenburg als Pächter. Er trieb den Weserzoll im Auftrag seines Landesherrn, des Erzbischofs von Mainz, und später des Landgrafen von Hessen ein. In einer Urkunde aus dem Jahr 1409, in dem sich die Vettern Dietrich von Hardenberg und Hildebrand von Hardenberg die Einkünfte aus dem Weserzoll teilten, wird auch die Fähre Lippoldsberg erwähnt, die als Zubehör dieser Regelung galt. Auf der Lippoldsberg gegenüberliegenden Flussseite wurden dazu ein Fährhaus und ein Vorwerk errichtet.
Als Fähre kam wahrscheinlich ein Kahn zum Einsatz, der ausschließlich für die Personenbeförderung gedacht war und gestakt wurde. Fuhrwerke nutzten weiterhin die Furt bei Lippoldsberg. Nach Abebben des Pilgerstroms nach Gottsbüren sanken auch die bis dahin reichlich fließenden Pachteinnahmen der Fähre, wie Rechnungen des frühen 16. Jahrhunderts zeigen. Herrschaftliche Frachten und Boten mussten jedoch weiterhin unentgeltlich befördert werden.
Auch für das 16. Jahrhundert wird davon ausgegangen, dass der Fährnachen weiterhin nur Personen beförderte und kein größeres Fahrzeug für Fuhrwerke zum Einsatz kam. Wann der Nachen durch eine auch für Gespanne nutzbare Fähre ersetzt wurde, ist unklar. Dafür wurden bis ins 19. Jahrhundert an der Oberweser üblicherweise gestakte Floßfähren genutzt, die zumeist in Gieselwerder bzw. Oedelsheim gebaut wurden. Sie bestanden aus mehreren Einbäumen, auf denen Bohlen befestigt waren. Solche Floßfähren wurden oft erst in der zweiten Hälfte des 19. Jahrhunderts durch Prahm- oder Kahnfähren ersetzt.
Statt der Pilger nutzten nun insbesondere die Lippoldsberger Bauern die Fähre, die Wiesen und Äcker auf der gegenüberliegenden Flussseite bewirtschafteten. Aufgrund der begrenzten Kapazitäten der Floßfähre kam es dabei insbesondere in der Erntezeit immer wieder zu langen Wartezeiten für Übersetzenden. Im frühen 20. Jahrhundert hatte der preußische Staat dann das Interesse an der Fähre verloren, da im Jahr 1900 in Gieselwerder eine Brücke gebaut worden war.
Spätestens mit dem 1911 neu eingesetzten Fährprahm wird auch das Fahrzeug nicht gestakt, sondern als Hochseilfähre ausgeführt worden sein. In den folgenden Jahren verrottete der Fährprahm aufgrund mangelnder Wartung schnell. Bereits 1920 musste der Betrieb aufgrund des schlechten Zustands der Fähre eingestellt werden, da der preußische Staat keine Unterhaltskosten mehr trug, übernahm die Gemeinde Lippoldsberg die Finanzierung. Um diese Kosten zu reduzieren, kam die Idee eines Brückenbaus auf, der aber nach langen vorbereitenden Planungen 1935 endgültig aufgegeben werden musste. Im Jahr 1937 wurde daher ein neuer Fährprahm bestellt, der bis 1981 in Dienst blieb.

## Aktuelles Fährschiff
Den Auftrag zum Bau der heute eingesetzten Fähre wurde vom Land Hessen an die Schiffswerft Oberweser aus Bodenwerder im niedersächsischen Landkreis Holzminden vergeben. Sie lieferte den Neubau mit der Baunummer 168 im Jahr 1981 ab, der aus touristischen Gründen auch als Märchenfähre bezeichnet wird. Die Fähre hat eine Länge von 24,3 Metern und eine Breite von 5,44 Metern. Die zugelassene Transportkapazität beträgt bis zu 45 Personen und drei Pkw oder ein Traktor bzw. Lkw bis zu 3,5 Tonnen. Als Hilfsantrieb steht ein Außenbordmotor zur Verfügung. Für die Wartung und Reparaturen ist das Regierungspräsidium Kassel als Vertreter des Landes Hessen zuständig.

## Fährbetrieb
Betreiberin der Fähre ist die Gemeinde Wesertal, die auch das Fährpersonal bezahlt. Als Gierseilfähre verkehrt das Fahrzeug ohne Motorkraft und wird durch die Strömung angetrieben. Die Fähre verkehrte saisonal von Ostern, also etwa von März/April bis Oktober montags bis freitags von 7.00 bis 18.00 Uhr, samstags ab 8.00 und sonntags ab 9.00 Uhr. Seit 2025 verkehrt die Fähre wegen Personalmangels nur noch an Sonn- und Feiertagen von 12.00 bis 18.00 Uhr. Die Überfahrt zwischen den beiden Fährstellen dauert zwei bis drei Minuten. Zielgruppen sind heute noch landwirtschaftliche Betriebe mit Flächen beiderseits der Weser, aber im Wochenendverkehr vor allem Freizeitverkehre. Der Betrieb der Fähre wird vom Landkreis Kassel finanziell unterstützt.